# 里约热内卢广场
里约热内卢广场是巴黎第八区的一个广场。
里约热内卢广场属于欧洲区的一部分。它位于里斯本路、墨西拿大街、蒙梭路等道路的交汇处，靠近蒙梭公园。
里约热内卢广场得名于巴西城市里约热内卢，命名于1949年。